# Campionato centramericano maschile di pallacanestro 1997
Il 15º Campionato dell'America Centrale e Caraibico Maschile di Pallacanestro FIBA (noto anche come FIBA Centrobasket 1997) si è svolto dal 25 maggio al 1º giugno 1997 a Tegucigalpa in Honduras. Il torneo è stato vinto dalla nazionale cubana.
I FIBA Centrobasket sono una manifestazione contesa dalle squadre nazionali di Messico, Centro America e Caraibi, organizzata dalla CONCENCABA (Confederazione America Centrale e Caraibi), nell'ambito della FIBA Americas.

## Squadre partecipanti
- Cuba
- El Salvador
- Giamaica
- Honduras
- Isole Vergini Americane
- Messico
- Porto Rico
- Rep. Dominicana

## Classifica finale
| Pos | Squadra | V-P |
| --- | --- | --- |
|     | Cuba | 6-1 |
|     | Porto Rico | 6-1 |
|     | Rep. DominicanaAlmonte, Antigua, Eusebio, Gil, Lenderborg, Martínez, Paulino, Ramírez, Sánchez, Valdez, Vásquez, Western, All. Miguel Cruceta | 4-3 |
| 4   | Messico | 2-5 |
| 5   | Isole Vergini AmericaneRichards, All. Tevester Anderson                                                                                       | 3-2 |
| 6   | Honduras | 1-4 |
| 7   | El Salvador | 0-5 |
| 8   | Giamaica | 1-2 |